# 7885 Levine
7885 Levine è un asteroide della fascia principale. Scoperto nel 1993, presenta un'orbita caratterizzata da un semiasse maggiore pari a 2,3444681 UA e da un'eccentricità di 0,2517509, inclinata di 24,09646° rispetto all'eclittica.